# Siberian-Urals Aluminium Company
Siberian-Urals Aluminium Company  (en russe : Сибирско-Уральская Алюминиевая Компания), était un  groupe industriel russe présent dans le domaine de l'aluminium, actif durant 11 ans (de 1996 à 2007). Il était plus connu sous le nom de « SUAL » (en russe : СУАЛ).

## Production
Le groupe détenait 19 entités industrielles et commerciales intégrées en Russie et une en Ukraine (dans la ville de Zaporizhzhya). Ces usines opéraient de manière complémentaire dans neuf régions russes et en Ukraine, dans les domaines suivants :
- Production minière de bauxite et d'alumine ;
- Fusion et production primaire de lingots d'aluminium ;
- Produits semi finis et finis à base d'aluminium ;
- Production de silicium.

## Gouvernance
Le groupe était contrôlé par la société « Renova » (« Ренова ») de l'oligarque ukrainien Viktor Vekselberg (Виктор Вексельберг) devenu l'une des personnes les plus riches de Russie (le quatrième homme le plus riche de Russie en 2006 avec 10 milliards de dollars) ; Il a fait fortune dans les domaines pétro-gazier et des métaux après, grâce à sa société Renova qui a réussi la première OPA hostile de toute la Russie (sur l'usine  Vladimir de production de tracteurs, en 1994)). En 2003, il possédait la seconde plus grand compagnie pétrolière privée de Russie et le comité sur la coopération internationale à l'Union russe des industriels et des entrepreneurs, un groupe de pression représentant les intérêts des oligarques et d'autres grands hommes d'affaires russes.
Viktor Vekselberg lui-même et Leonard Blavatnik (Леонард Блаватник) en étaient les principaux actionnaires.
Le conseil d'administration était présidé par Viktor Vekselberg et Brian Gilbertson.

## Histoire
En 1994-1995 Vekselberg achète des sociétés publiques produisant de l'aluminium lors d'une vague de privatisation dans les régions d'Irkoutsk et de l'Oural. En 1996 par fusion de plusieurs sociétés, il crée SUAL (équivalent russe d'une société anonyme), dans la ville de Sverdlovsk (dans la région de Kamensk-Oural)
Le contexte économique et social de sa création était celui d'une rapide libéralisation et privatisation des entreprises d’État de l'ex-URSS mais aussi de ce qu'on a appelé la « guerre de l'aluminium » (acquisitions-fusions en séries ayant abouti en Russie en 10 ans au monopole de deux entreprises).
La société développe rapidement une production à grande échelle grâce à des fusions-acquisitions et investissements dans d'autres sociétés russes.
Un grand nombre de sites de production étaient situés dans et autour des Oblasts de Sverdlovsk et d'Irkoutsk. 
Le siège social est installé à Moscou et intégré au groupe Renova de Viktor Vekselberg (groupe qui inclut aussi et notamment TNK-BP, KES, RKS, Aéroport Koltsovo et Metkombank.
Avec plus de 60 000 employés en 2003 ce groupe comptait parmi les 10 premiers producteurs mondiaux d'aluminium.

### Fusion avec RusAl et Glencore
En 2005, Rusal (son principal concurrent russe) ne cache pas son ambition de dominer le marché de l'aluminium, visant 5 millions de tonnes d'aluminium primaire en 2013.
Depuis plusieurs années, ces groupes prenaient aussi le contrôle d'installation portuaires et cherchaient à acquérir des ressources minières et/ou développer leur marché à l'étranger, d'une manière agressive et « prédatrice » parfois.
À cette époque (2005), les deux groupes russes Sual et de Rusal contrôlaient 95 % du marché russe de l'aluminium et 20 % du marché mondial. Ils sont issus d'une concentration par regroupements/rachats d'entreprises de l'Ex-URSS effectués lors de la libéralisation de l'économie russe et dans l'élan de « l'effet richesse résultant de la dévaluation de l'automne 1998 » ayant permis « la stabilisation d'une oligarchie capitaliste dans la métallurgie russe (...) dès 1997 mais surtout à partir de 1999 ».
En 2006, les actionnaires de (alors la plus grande compagnie d'aluminium de la Russie) se sont rapprochés. Fin aout 2006 ils signent avec les chefs de produits du groupe de négoce suisse Glencore une lettre d'intention pour la fusion de tous leurs actifs de production d'aluminium.  Rusal et Sual annoncent leur fusion avec Glencore, ce dernier apportant une grande part de ses actifs, donnant naissance au numéro un mondial du secteur. « C'est un événement historique, a déclaré le président du conseil d'administration de Sual, Viktor Vekselberg », précisant que ce nouveau groupe entrerait en bourse avant 18 mois.
Le Groupe SUAL a ainsi a cessé d'exister en 2007 en fusionnant avec son principal concurrent russe RUSIAL et avec la branche aluminium de Glencore.
Ce trio industrialo-financier a ainsi constitué un nouveau géant minier et de la métallurgie non ferreuse dénommé «Российский алюминий» (ou United Company RUSAL pour la dénomination anglophone), qui s'est immédiatement imposé comme l'un des trois leaders mondiaux du domaine de l'aluminium.
La valeur potentielle de ce nouveau a été estimée à 25 à 40 milliards de francs.
La nouvelle société est détenue à 64,5 % par Rusal, c'est-à-dire par le milliardaire russe Oleg Deripaska, magnat de l'aluminium dont la fortune est estimée à 14 milliards de dollars, en est le principal actionnaire (En 2007, il détenait déjà 66 % des parts de Rusal (Viktor Vekselberg et Leonid Blavatnik, ses deux principaux partenaires en possédant 15 %). SUAL représente 21,5 % des parts et Glencore 14 %.
Le nouveau géant aura une capacité de production de plus de 4 millions de tonnes d'aluminium primaire par an, a indiqué M. Vekselberg. Il dépassera ainsi l'américain Alcoa, qui produit 3,6 millions de tonnes d'aluminium par an, et le canadien Alcan qui en produit autant. La création de ce nouveau géant a été préalablement approuvée par le président russe Vladimir Poutine qui avait encouragé M. Vekselberg en ce sens lorsque celui-ci lui avait présenté le projet de fusion le 13 septembre devant les caméras de télévisions.